# Min Gud och Fader käre
Min Gud och Fader käre är en gammal morgonpsalm i nio verser skrivna av Johann Kohlros cirka 1535 som översattes 1601 och publicerades oförkortad 1695. Den finns med både 1819 och 1937 utan ytterligare namngivna bearbetningar, men i en version med sex verser, vilken bearbetades av Anders Frostenson 1977.
Psalmen inleds 1695 med orden:
Min Gudh och Fader käre
Jagh tackar och prisar tigh
År 1986 anges melodin vara en komposition från Strassburg 1539, men att psalmen också kan sjungas till samma melodi som Den blomstertid nu kommer (1695 nr 317, 1986 nr 199) vars melodi (F-dur, 2/2) räknas som en svensk folkmelodi (d.v.s. kompositör okänd) känd från 1693 och används även för psalmerna Som spridda sädeskornen (1986 nr 71), Som sol om våren stiger (1986 nr 162) och Den blida vår är inne (1986 nr 197). Redan enligt 1697 års koralbok användes melodin till fler psalmer: "Den blomstertid nu kommer" och Migh giör stoor lust och glädie (1695 nr 412).

## Publicerad som
- Nr 355 i 1695 års psalmbok under rubriken "Morgon-Psalmer".
- Nr 425 i 1819 års psalmbok under rubriken "Med avseende på särskilda personer, tider och omständigheter: Morgon och afton: Morgonpsalmer".
- Nr 720 i Sionstoner 1935 under rubriken "Morgon och afton".
- Nr 425 i 1937 års psalmbok under rubriken "Morgon".
- Nr 425 i Psalmer för bruk vid krigsmakten 1961 vers 6.
- Nr 491 i 1986 års psalmbok under rubriken "Morgon".
- Nr 503 i Svensk psalmbok för den evangelisk-lutherska kyrkan i Finland (1986) under rubriken "Morgon och afton" med en annan text än i Den svenska psalmboken, med titelraden "Min Gud och Fader kära, nu glad jag tackar dig.